# باد هاردين
باد هاردين (بالإنجليزية: Bud Hardin)‏ هو لاعب كرة قاعدة أمريكي، ولد في 14 يونيو 1922 في شيلبي في الولايات المتحدة، وتوفي في 28 يوليو 1997 في رانشو سنتا في ‏ في الولايات المتحدة.

## وصلات خارجية
- باد هاردين على موقعبيزبول رفرنس.كوم (الدوري الرئيسي) (الإنجليزية)